# 柳云骐
柳云骐（1963年9月—），男，安徽宿松人，材料科学与工程学科高被引学者，中国石油大学（华东）教授。

## 生平
1986年7月毕业于安徽师范大学化学系获学士学位。1989年7月于安徽师范大学无机化学专业获硕士学位，同年进入中国石油大学（华东）工作。2000年6月于中国石油大学（华东）应用化学专业获博士学位。2003年2月至2003年7月，在悉尼大学做访问学者。曾先后任中国石油大学（华东）炼制系实验中心副主任，材料化学与工程系主任，重质油国家重点实验室副主任等职务。现任中国石油大学（华东）化学工程学院、重质油国家重点实验室教授、博士生导师。

## 学术贡献
主要从事炼油化工和精细化工领域的催化材料及其催化剂研究。主持科技部973计划项目课题、国家自然科学基金重点项目、国家自然科学基金面上项目等科研项目40余项。发表学术论文200余篇，申请国家发明专利30余项。研究成果获省部级科技奖励3次。